# Stray Blues
Stray Blues est une compilation de faces B de Beck sortie en 2000 seulement au Japon.

## Titres
1. Totally Confused
2. Halo of Gold
3. Burro (version "mariachi" en espagnol de "Jack-Ass", titre présent sur Odelay)
4. Brother
5. Lemonade
6. Electric Music and the Summer People
7. Clock (piste "fantôme" à la fin de Odelay)
8. Feather in Your Cap